# John G. Foster
John Gray Foster (Whitefield, 27 maggio 1823 – Nashua, 2 settembre 1874) è stato un generale statunitense.

## Biografia
John Gray Foster nasce a Whitefield, ma da bambino si trasferisce con la famiglia a Nashua dove frequenta la scuola prima di entrare a West Point dove si diploma, classificandosi quarto, nel 1846. Dopo il diploma viene assegnato al corpo dei genieri come secondo luogotenente e con questo grado prende parte alla Guerra messico-statunitense, per poi venire assegnato di stanza a Washington fino al 1854, viene in seguito promosso primo luogotenente e mandato a West Point come insegnante. Nel 1857, infine, viene mandato a Charleston per occuparsi delle fortificazioni.
Quando nasce la Confederazione Foster è al Fort Sumter e lo abbandona in seguito alla secessione, tornato nella capitale, allo scoppio della guerra, viene nominato brigadier generale al comando di una truppa di volontari. Alterna momenti di battaglia campale ad incarichi di stampo più "tecnico" che lo tengono nelle retrovie, finché non vi viene definitivamente assegnato nel 1864 per le ferite riportate da una caduta da cavallo. Dopo la guerra lavora per la marina conducendo operazioni di ingegneria navale a Boston. Muore il 2 settembre 1874 a Nashua dove è sepolto.